# Kaufmann-Steppenkerze
Die Kaufmann-Steppenkerze (Eremurus kaufmannii) ist eine Pflanzenart aus der Gattung Steppenkerzen (Eremurus) in der Unterfamilie der Affodillgewächse (Asphodeloideae).

## Merkmale
Die Kaufmann-Steppenkerze ist eine ausdauernde krautige Pflanze, die Wuchshöhen von 70 bis 100 (selten 30 bis 150) Zentimeter erreicht. Sie bildet Rhizome aus. Der Stängel ist unten behaart. Die Laubblätter sind behaart und 15 bis 25 (selten bis 35) Millimeter breit.
Der Blütenstand ist 10 bis 40 Zentimeter lang, zylindrisch und sehr dicht. Die Deckblätter sind schmal dreieckig, zottig bewimpert und nicht fadenförmig ausgezogen. Die Blütenstiele sind ungefähr 10 Millimeter lang, zur Fruchtzeit erreichen sie 20 Millimeter, sind verdickt und fast an den Stängel angedrückt. Die Perigonblätter sind 15 bis 22 Millimeter lang, weiß und am Grund gelb.
Die Blütezeit reicht von Juni bis Juli.

## Vorkommen
Die Kaufmann-Steppenkerze kommt in Ost- und Nordost-Afghanistan und im Pamir-Alai auf Bergsteppen, in offenen Wacholdergebüschen und auf Feinerde- und Schotter-Hängen in Höhenlagen von 1600 bis 3700 Meter vor.

## Nutzung
Die Kaufmann-Steppenkerze wird selten als Zierpflanze genutzt.

## Belege
- Eckehart J. Jäger, Friedrich Ebel, Peter Hanelt, Gerd K. Müller (Hrsg.): Rothmaler - Exkursionsflora von Deutschland. Band 5: Krautige Zier- und Nutzpflanzen. Spektrum Akademischer Verlag, Berlin Heidelberg 2008, ISBN 978-3-8274-0918-8, S. 730.